# 军事援助
军事援助是指一國或多國协助另一個国家或該國人民加強其国防實力，或协助另一个国家捍衛其領土主權。许多国家為了鎮壓國內叛亂而接受了外國的军事援助。有時其他國家向另一國直接撥付財政援助，让該國軍隊購買自己國家的武器和裝備。有時兩國衝突時，一國還會军事援助另一國的叛乱分子，藉叛乱分子對抗該國政府。